# Blaesoxipha alcedo
Blaesoxipha alcedo är en tvåvingeart som först beskrevs av Aldrich 1916.  Blaesoxipha alcedo ingår i släktet Blaesoxipha och familjen köttflugor. Inga underarter finns listade i Catalogue of Life.